# Argyrostrotis fuscipalpis
Argyrostrotis fuscipalpis is een vlinder uit de familie van de spinneruilen (Erebidae). De wetenschappelijke naam van de soort is voor het eerst geldig gepubliceerd in 1869 door Francis Walker.